# Дибасси, Бакайе
Бакайе Дибасси (фр. Bakaye Dibassy; род. 11 августа 1989, Париж, Франция) — малийский футболист, защитник. Выступал за сборную Мали.

## Клубная карьера

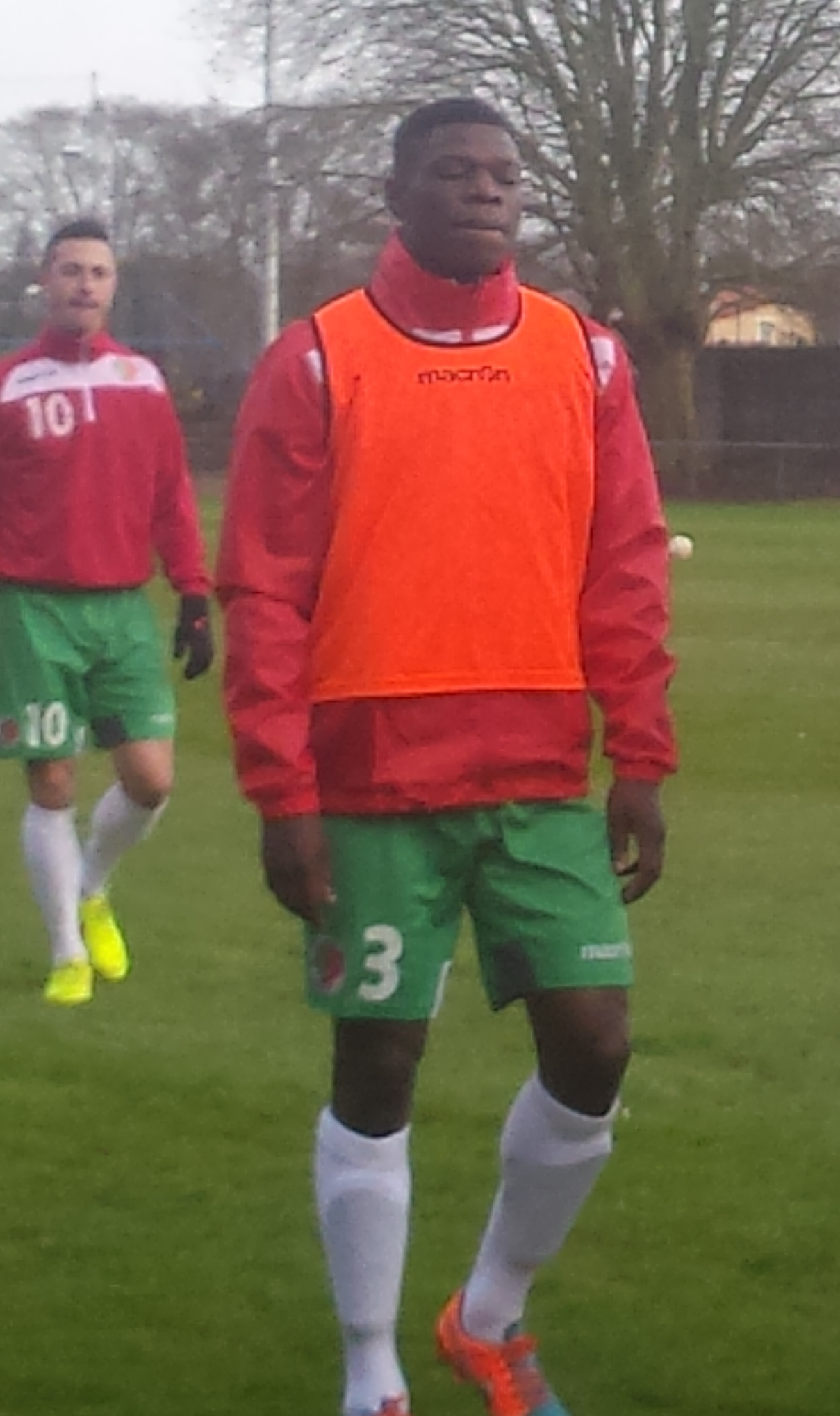
Дибасси в составе «Седана» (24 января 2015)

Дибасси начал профессиональную карьеру, выступая за клубы низших дивизионов Франции «Олимпик Нуази-ле-Сек», «Бержерак», «Стад Монтуа» и «Седан». Летом 2016 году Бакайе перешёл в «Амьен». 6 августа в матче против «Страсбура» он дебютировал в Лиге 2. 26 августа в матче против «Нима» Дибасси забил свой первый гол за «Амьен». По итогам сезона Бакайе помог клубу выйти в элиту. 12 августа в матче против «Анже» он дебютировал в Лиге 1.
3 августа 2020 года Дибасси перешёл в клуб MLS «Миннесота Юнайтед». В американской лиге он дебютировал 9 сентября в матче против «Далласа», заменив в конце второго тайма Кевина Молино. 3 декабря в поединке плей-офф против «Спортинга Канзас-Сити» он забил свой первый гол в MLS. 25 июля 2022 года Дибасси подписал с «Миннесотой Юнайтед» новый однолетний контракт с клубной опцией продления. 27 августа в матче против «Хьюстон Динамо» Дибасси получил разрыв сухожилия квадрицепса правой ноги, из-за чего пропустил оставшуюся часть сезона 2022. По окончании сезона 2023 «Миннесота Юнайтед» отклонила опцию продления контракта с Дибасси.

## Международная карьера
1 сентября 2017 года в отборочном матче чемпионата мира 2018 против сборной Марокко Бакайе дебютировал за сборную Мали.